# Williamszetes elsosneadensis
Williamszetes elsosneadensis är en kvalsterart som först beskrevs av Hammer 1958.  Williamszetes elsosneadensis ingår i släktet Williamszetes och familjen Tegoribatidae. Inga underarter finns listade i Catalogue of Life.